# Devil's Elbow
| Recensione              | Giudizio |
| ----------------------- | -------- |
| AllMusic                |          |
| Dizionario del Pop-Rock | [ 2 ]    |

Devil's Elbow è il quinto album discografico di Doug Kershaw, pubblicato dalla casa discografica Warner Bros. Records nel novembre del 1972.

## Tracce

### LP
Lato A
1. Super Cowboy – 3:03 (Joe Allen)
2. Devil's Elbow – 3:50 (Don Wayne)
3. Get a Little Dirt on Your Hands – 3:23 (Bill Anderson)
4. Jamestown Ferry – 3:29 (Mack Vickery, Bobby Borchers)
5. Billy Bayou – 2:30 (Roger Miller)
6. Louisiana Sun – 3:35 (Doug Kershaw)

Lato B
1. You Don't Want My Love – 1:59 (Roger Miller)
2. Honky Tonk Wine – 2:43 (Mack Vickery)
3. Fisherman's Luck – 2:08 (Doug Kershaw)
4. Sally Was a Good Old Girl – 2:57 (Harlan Howard)
5. I Like Babies – 2:58 (Doug Kershaw, Don Wayne)
6. (Had Not Been For) My Sally Jo – 2:53 (Doug Kershaw, Buddy Killen)

## Musicisti
- Doug Kershaw - voce, fiddle
- Johnny Christopher - chitarra
- Jimmy Colvard - chitarra
- Troy Seals - chitarra
- Buddy Killen - percussioni
- Stu Basore - chitarra steel
- Curly Chalker - chitarra steel
- Bobby Emmons - tastiere
- Bobby Wood - tastiere
- Joe Allen - basso
- Tommy Cogbill - basso
- Willie Ackerman - batteria
- Jerry Carrigan - batteria
- Kenny Malone - batteria
- Karl Himmel - batteria
- Charlie McCoy - armonica, tuba
- The Jordanaires - accompagnamento vocale, cori
- Millie Kirkham - accompagnamento vocale, cori

Note aggiuntive
- Buddy Killen - produttore, arrangiamenti
- Registrazioni effettuate al The Soundshop di Nashville, Tennessee (Stati Uniti)
- Ernie Winfrey - ingegnere delle registrazioni
- Ed Thrasher - art direction copertina album, fotografia retrocopertina album
- Kevin Smart - fotografia copertina frontale album[4]